# Nic Blædel
Nicolai "Nic" Gottlieb Blædel, född 17 april 1882, död 1 december 1943, var en dansk journalist. Han var sonson till prästen Nicolai Gottlieb  Blædel.
Blædel blev teologie kandidat 1906 och var därefter lärare i Köpenhamn till 1917. Redan 1907 hade Blædel börjat medverka i Politiken, där han 1917 blev ordinarie medarbetare med utrikespolitiska frågor som specialitet. Blædel gled efterhand bort från den radikala vänsterns syn på utrikespolitiken och 1927 övergick han till den konservativa Dagens Nyheder där han 1933 blev chefredaktör. År 1934 gick han vidare till Berlingske Tidende, där han ledde den utrikespolitiska avdelningen. Genom sina ledare och artiklar om samtida statsmän blev Blædel en av mellankrigstidens främsta utrikespolitiska skribenter. Särskild uppmärksamhet väckte hans starkt kritiska hållning till den i Tyskland framväxande nationalsocialismen. Vid den tyska ockupationen av Danmark 9 april 1940 förbjöds Blædel att skriva. Den svårt sjuke Blædel häktades 29 augusti 1943 men frigavs dock snart. Under sin tid som avstängd från journalistisk verksamhet författade Blædel en bred översikt över europeisk politik under åren före andra världskriget, vilken postumt utgavs av Erik Seidenfaden under titeln Forbrydelse og Dumhed (1945, svensk översättning 1946).